# Polystepha malpighii
Polystepha malpighii är en tvåvingeart som först beskrevs av Jean-Jacques Kieffer 1909.  Polystepha malpighii ingår i släktet Polystepha och familjen gallmyggor. Inga underarter finns listade i Catalogue of Life.